# 박연희 (가수)
박연희(1962년 ~)는 대한민국의 가수다. 2020년 싱글 《엄마의 노래》로 데뷔했다.

## 방송
- 주부가요열창
- 보이스퀸 (2019) - Top24(20위)

## 음반
- MBN 보이스퀸 ROUND 1 (2019)
- MBN 보이스퀸 ROUND 2-1 (2019)
- MBN 보이스퀸 ROUND 4-1 (2020)
- 엄마의 노래 (2020)
- 보이스퀸 박연희 Vol. 1 (2021)
- 보이스퀸 박연희 Vol. 2 (2021)
- 보이스퀸 박연희 Vol. 3 (2021)
- 보이스퀸 박연희 Vol. 4 (2021)